# Filosofia, ara!
Filosofia, ara! es una revista académica sobre filosofía, de ámbito catalán, fundada en diciembre de 2015 en Cataluña. Coordinada por Xavier Serra Besalú y Anna Sarsanedas Darnés, está inspirada en las publicaciones Philosophie Magazine y Philosophy Now. La revista, de periodicidad semestral desde 2018, se dirige principalmente a docentes, estudiantes de bachillerato, universitarios y postuniversitarios, intelectuales creativos y a los que valoran la filosofía en general . En el primer número se publicó un monográfico sobre los autores que entran en la prueba de Historia de la filosofía de la Selectividad en Cataluña (Platón, René Descartes, John Locke, John Stuart Mill y Friedrich Nietzsche).
La revista presenta en cada ejemplar un tema monográfico, e incluye también secciones de artículos, reseñas, documentación, traducciones, experiencias educativas de éxito, así como una área destinada a nuevos valores (El balcón del estudiante), y una Contraportada que expresa y evidencia la vitalidad del pensamiento en su área de influencia.